# Hochvernagtspitze
Die Hochvernagtspitze ist ein 3535 m ü. A. hoher Berg in den Ötztaler Alpen in Tirol und liegt westlich der Wildspitze im Weißkamm. Von Norden und Süden betrachtet bildet der Berg ein scharfkantiges Trapez, von Norden mit steilen Eisflanken. Von Westen zeigt sich eine 500 Meter hohe Felsmauer über dem Wannetferner. Zuerst bestiegen wurde Spitze am 9. September 1865 durch Franz Senn, Eduard Neurauter und Cyprian Granbichler.

## Lage und Umgebung
Die Hochvernagtspitze liegt im Weißkamm, einer von Südwesten nach Nordosten verlaufenden, etwa 20 km langen Bergkette und ist von Gletschern umgeben. Im Norden erstreckt sich der Sexegertenferner, im Südosten der Große Vernagtferner und im Westen der Wannetferner. Benachbarte Berge sind im Nordwesten die 3424 Meter hohe Südliche Sexegertenspitze, im Nordosten, getrennt durch das Sexegertenjoch (3303 m), die 3400 Meter hohe Hochvernagtwand und im Verlauf des Südwestgrats die Schwarzwandspitze mit 3466 Metern. Die nächstgelegene bedeutende Siedlung, Vent, liegt etwa neuneinhalb Kilometer Luftlinie in südöstlicher Richtung.

## Touristische Erschließung

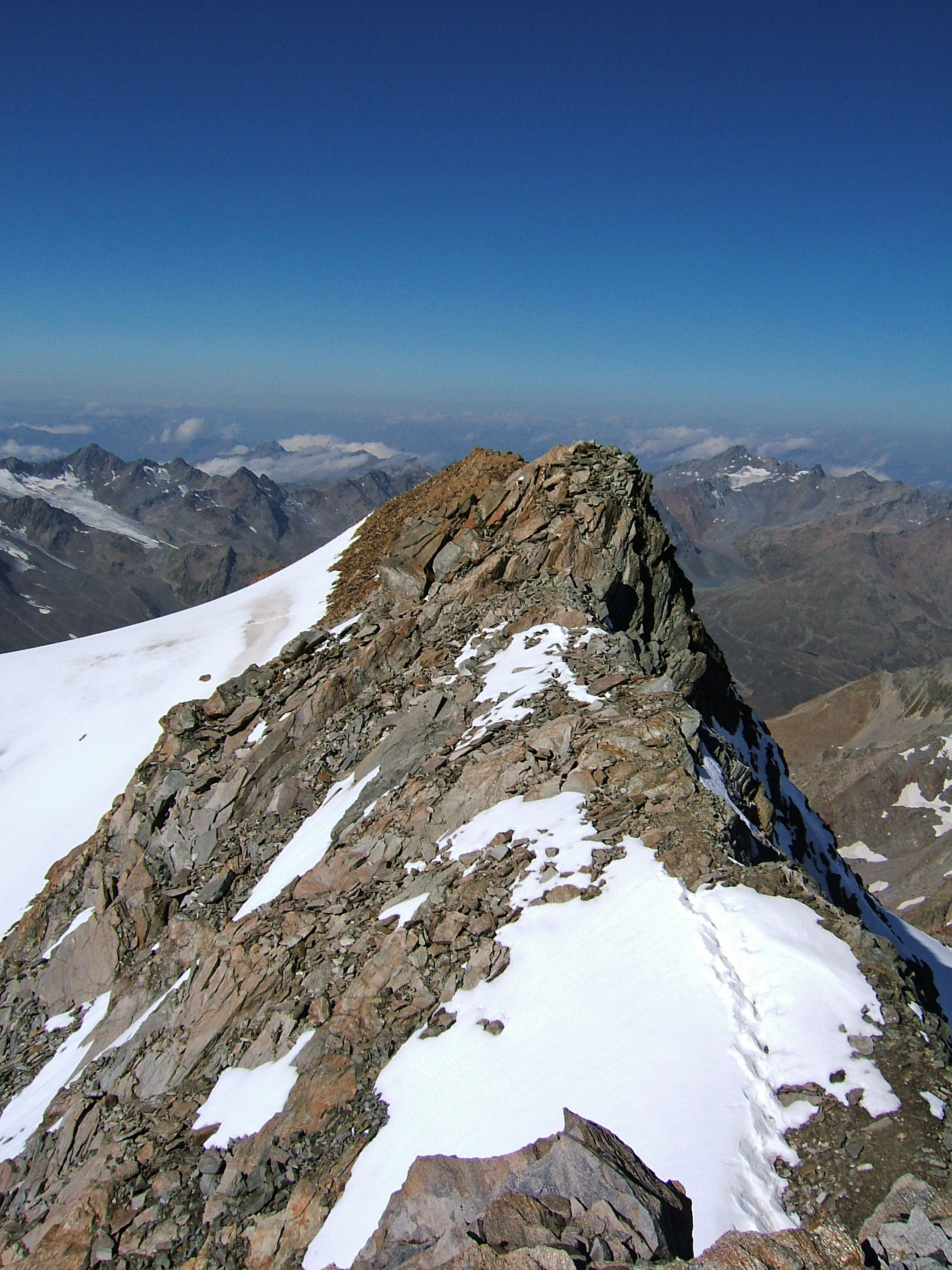
Gipfelgrat Richtung Westen

Der Weg der Erstbesteiger führte von Südosten aus über den Vernagtferner und ist auch heute noch als Normalweg der leichteste Anstieg, der aber als Hochtour nur mit entsprechender Gletschererfahrung und -ausrüstung begangen werden soll. Als Stützpunkt kann die Vernagthütte auf 2755 Metern Höhe dienen, die Gehzeit beträgt laut Literatur vier Stunden. Weitere Anstiege führen über das Südeck, oder in schwieriger Kletterei im Schwierigkeitsgrad UIAA III über den Nordwestgrat, den Heinrich Heß und Ludwig Purtscheller zuerst 1887 begingen.